# 佐々木康寛
佐々木 康寛（ささき やすひろ、1975年〈昭和50年〉9月26日 - ）は、日本の政治家。秋田県雄勝郡羽後町長（1期）。元羽後町議会議員（3期）。

## 経歴
秋田県雄勝郡羽後町出身。羽後高等学校を卒業し、ホテル勤務を経験した。
2016年の羽後町議会議員選挙で初当選を果たし、3期務めた。
2024年、当時の羽後町長であった安藤豊が不出馬を表明した。この後、2025年に行われる羽後町長選挙に無所属での立候補を表明した。4月6日に行われた投開票の結果、佐々木は元副町長との一騎打ちを制し初当選した。

## 政策
- 人口減少対策に力を入れ、あらゆる世代が暮らせるまちづくりを目指している。